# أليخاندرو غارسيا (سياسي)
اليخاندرو غارسيا (بالإسبانية: Alejandro García Padilla) (و. 1971  م) هو سياسي، ومحامي من بورتوريكو، وإسبانيا، ولد في سان خوان، بورتوريكو، هو عضوٌ الحزب الديمقراطي.

## مناصب
تولى منصب حاكم بورتوريكو (2 يناير 2013–2 يناير 2017).

## التعليم
تعلم في جامعة بورتوريكو.